# Fêche-l’Église
Fêche-l’Église település Franciaországban, Territoire de Belfort megyében. Lakosainak száma 721 fő (2022. január 1.). Fêche-l’Église Grandvillars, Badevel, Delle, Lebetain, Saint-Dizier-l’Évêque és Thiancourt községekkel határos.

## Népesség
A település népességének változása:
| Lakosok száma | 797  | 792  | 794  | 768  | 765  | 762  | 758  | 739  | 721  |
|               | 2013 | 2015 | 2016 | 2017 | 2018 | 2019 | 2020 | 2021 | 2022 |